# Акопян, Вануи Арташесовна
Вануи Арташесовна Акопян — советский хозяйственный и политический деятель.

## Биография
Родилась в 1923 году в Эчмиадзинском уезде. Член КПСС с 1945 года.
В 1941—1980 гг. — заведующая клубом, бригадир полеводческой бригады колхоза «Анвах» Эчмиадзинского района (до 1945 года - Вагаршапатского) Армянской ССР.
Избиралась депутатом Верховного Совета СССР 6-го созыва. Делегат XXIV съезда КПСС.
Умерла в Армавирской области после 1980 года.

## Награды
- Орден Ленина (30.04.1966[2], 10.12.1973[3])